# Donacilla cornea
Donacilla cornea is een tweekleppigensoort uit de familie van de Mesodesmatidae. De wetenschappelijke naam van de soort is voor het eerst geldig gepubliceerd in 1791 door Poli.
Donacilla cornea var. alboradiata

Rechter klep
Linker klep

Rechter en linker klep van hetzelfde exemplaar:

Rechter klep
Linker klep

Rechter klep
Linker klep

Donacilla cornea var. biradiata

Rechter en linker klep van hetzelfde exemplaar:

Rechter klep
Linker klep

Donacilla cornea var. nigrosignata

Rechter en linker klep van hetzelfde exemplaar:
- Rechter klep
- Linker klep

Donacilla cornea var. variegata

Rechter en linker klep van hetzelfde exemplaar:
- Rechter klep
- Linker klep